# Lemniscomys roseveari
Lemniscomys roseveari — вид гризунів родини мишевих. Він зустрічається в Замбії та, можливо, в Анголі, де його природним середовищем існування є сухий ліс Cryptosepalum. Вид перебуває під загрозою втрати середовища існування.

## Морфологічна характеристика
Це дрібний гризун з довжиною голови й тулуба від 113 до 137 мм, довжиною хвоста від 123 до 153 мм, довжиною лап від 26 до 30 мм і довжиною вух від 13 до 19 мм. Верхня частина тіла коричнева, з сірими відблисками на плечах і жовто-буруватим на крупі, тоді як черевні частини білі, з чіткою жовто-коричневою демаркаційною лінією вздовж боків. Від вух до основи хвоста тягнеться чітка чорна смуга на спині. З боків розкидані невеликі жовтуваті плями. Вуха і лапи вкриті дрібними жовтувато-коричневими волосками. Хвіст довший за голову й тулуб, зверху темний, з боків коричнево-оранжевий або жовтувато-бурий, знизу білий.

## Поведінка
Це наземний вид.